# ファイテンション☆テレビ
『ファイテンション☆テレビ』（☆は読まない）は、2008年4月5日から2009年3月28日までテレビ東京系およびBSジャパン他（BSジャパンとTVQ九州放送は時差放送）にて毎週土曜日7:00 - 7:30に放送された子供向け番組。2008年3月までテレビ東京系列にて放映されていた子供向け番組『ファイテンション☆スクール』の続編にあたる。 

## 概要
ファイテンション☆シリーズの3作目でもある。短編アニメと子供向けバラエティコーナーを組み合わせた、アニメコンプレックス・バラエティ番組。タイトルの「ファイテンション」とは、「ハイテンション」を超えた高揚状態、という意味の造語である。
番組は基本的に4:3比率で制作されている。ただし、第1作が純粋な4:3の映像、第2作がデジタル放送では両サイドに番組の情報が表示されていたのに対し、作品画面外の両サイドにはイラストが延々と表示されているのみである。
2009年3月28日放送分をもって終了となり、2年間テレビ東京で放送されていた『ファイテンション☆シリーズ』に幕を閉じる事になった。

## バラエティパート
（第1クール・第2クール）宇宙キャプテン☆ヒデと宇宙人、キッズが宇宙を舞台に電波を送るという設定。( - 9/27)
- 宇宙キャプテン☆ヒデ
  - ヒデ（ペナルティ）
- 宇宙人（フェイス星人、たいそう星人、ホスト星人、じいさん星人、夏休み星人など）( - 9/27)
  - ワッキー（ペナルティ）
- ファイテンション☆キッズ ( - 9/27)
  - 宇田川拓哉、宮川響、西澤なずな、金子奈央、廣田あいか

7月26日から8月30日まで、夏休み特別企画で、スパリゾートハワイアンズを舞台にバラエティパートがパワーアップしていた。
9月6日はファイテンション☆キッズに代わりデブパレードがゲスト出演。
9月13日は『パコと魔法の絵本』のキャラクター、ガマ王子（着ぐるみ）がゲスト出演した。
（第3クール・第4クール）アイドルを売り出すために打ち合わせをするという設定。(10/4 - )
- ディレクター☆ヒデ（（仮）綾小路）
  - ヒデ（ペナルティ）
- ファイテンション☆ガール （merry merry Boo）(10/4 - )
  - 高屋敷彩乃、川口春奈、立石晴香
- ワッキーナ
  - ワッキー（ペナルティ）

## 第4（最終）クールで終了したアニメ
毎回内容が同一のものについては☆をつけるものとする。
蔵出し土管くん
- （蛙男商会）

『電脳戦士 土管くん』シリーズの傑作選。FROGMAN自身が厳選して再放送する。
各コーナーの中で放映時間が最も長い。（約4〜6分間）
土管くん アナザーストーリー
- （蛙男商会）

土管くんの番外編。全2回。
1回目に『給食の目玉焼きに醤油をかける派とソースをかける派との対立』で政治家をモデルに繰り広げた。
2回目に、『公衆電話ロボの昔話』
はなけろ 〜どんぐりころころエコろころ〜
- （mick box）

「スクール」時代からデザインが若干変更されている、『はなけろ』シリーズの最新作。
1話完結のショートアニメとなっており、第1第2第4クールはエンディングテーマも兼ねている。（第3クールは亀ー1がED）
「エコ」についての話になっている（屋上庭園・Myはしなど）一時期、エコとは無関係な話になることもある。
夏季限定でスパリゾートハワイアンズとのタイアップ企画で、マスコットキャラであるカイマナくんも出演する『はなけろ 〜南の島でエコろころ〜』の放映が決定、放送された。（8月30日まで）
4クール目で、高屋敷彩乃がチドリ役としてゲスト出演。
ファイテンションの中では、ほぼタイトルが、変わっていないアニメ。
てんてこししまい君<てんてこ ししまい君　相談しまショー>
- （藤井組）
- 「それを言っちゃおしまい」的なシチュエーションを誇張した作品。最後は歌で締める。

第5話から歌の曲調が変わり、音頭風からロック風になる。
第12話のみ3本立てになる。
7月26日から「ししまい君の相談コーナー」が設置された。その為、コントが1本立てになった。
「それを言っちゃししまい君」が原作で、ネタを子供向けにアレンジしたもの。
最近はこのコーナーがオープニングを飾るようになった。時間短縮もされている。
9月6日と9月27日には、2番目のコーナーになった。時間短縮もされている。
第3クールからは相談コーナー3連発にリニューアルした。「相談しまショー」というサブタイトルが付いた。
ちょこっと☆ちょボット
- （熊田幸（企画:サンリオ/Yahoo! JAPAN））

Yahoo! きっずのCMから昇格し、ファイテンション☆スクールで放送されたちょボット☆ちょボットの続編。
第2クール最終週第4クール最初でオープニングを取った。
番組中最もシュールな内容である。はっきりとしたオチの無い回も多い。
開運 大便小僧
- （mick box）

レッドとブルーが大便についてシミジミ語るセミロングアニメ。
おもらしをしたブルーが快感に酔いしれ、おもらしをされたレッドが恐怖に陥ると言うオチである。このように初期はブルーがボケてレッドがつっこんでいた。
夏休み期間中は、バラエティパート強化の為、休止中だったが、8月23日、8月30日に放送された。
9月6日にレッドとブルーが悟りを開いた為、以降おもらしをしても恐怖を感じなくなった。
概ね好調で第3クールからは、レギュラーコーナーになった。
内容は、商品で小便小僧を倒す…というが開発は中止の、はめになった…。このときから2人のボケとツッコミは入れ替わっていた。
第3クール最終回で小便小僧と決着がついた。
第4クールから、新キャラクター「グリーン」が加わった。さらに「ブラック」も加わった。ブラックは大便小僧狩りをしていたが何のためにやっていたのかは不明。2回目の登場でレッドとブルーに食べられてしまった。
大便小僧達は陶器でできている模様（割れやすいから）
最終回で大便小僧は小便小僧の不良品と判明したが破壊されたブルーがレッドに修復してもらったがその際、2人の年齢が矛盾している。(ブルーが38歳レッドが32歳)
本マグロトロ太郎TV
- （サンプラザ中野くん/春日森春木）

『ファイテンション☆スクール』より最初から続投が決まった短編アニメ。『スクール』の最終回で次回予告をした。12話の予告で「今日という日が最後ならのタコ」と最終回らしい予告をしたが、13話で予告をしたため再開の可能性もあった。
そして、第4クールから再開した。なお、第2、第3クールでは『開運 大便小僧』と入れ替わっていた。
闘え!ミミッチ・ミッチー
- （てい りょうすけ）

みみっちいシチュエーションで勝負する。行方不明のパパを探しているが何故かパパから電話がかかって戦いのヒントを教えてくれる。第6回で終了。
Boo studio
- （矢立 恭）　

merry merry Booのキャラクターのアニメである。　　　　　
最も時間が短いが、3度も繰り返される。
朝バナ子ちゃんダイエット川柳
- （はまち。/フルタハナコ）

Mixiから発祥した、朝バナナダイエット公式ホームページのキャラクターが主人公の短編アニメ。
オリガのドキドキイングリッシュ
- （ADU）

第1作『ファイテンション☆デパート』のコーナーがリニューアルして復帰。闘え!ミミッチ・ミッチーが終了してから始まった。
シチュエーションにあわせた英単語を解説する。オリガ曰く2年間で完全に日本語が使えるようになったらしい。
後半部ではアニメの予告と内容が違う展開になっており、これは予定していたことだが、途中で変わったと裏切るようになった。
ハイチュウキング
- （不明）

森永製菓のハイチュウのイメージキャラのアニメである。
ファイテンションソング
7月から8月はオープニングの歌を扱った。8月2日から一まとめになったが、8月16日から休止になった。9月20日にファイソンが復帰したが、内容は「ピン子の秘伝カリー」である。
第3クールからは「ピン子の秘伝カリー」「あやまるアニマル」「VIVA!ブンベツ隊長」を放送していたが、「未来ヒコーキ」が完成されてからは、この作品と「VIVA! ブンベツ隊長」を放送している。第4クールでは、「キャベツ畑のサンマ」、いままで放映された作品、のどれかのファイソンを、放送（2月7日まで）。
キャベツ畑のサンマ
- ☆x2（矢立 恭/ohrysbird）

地球温暖化によってサンマがキャベツ畑に打ち上げられると言う内容の歌。
ファイソンで唯一、2番目まで歌われていて1番、2番とそれを繰り返している。
作詞 高田ひろお
作曲 奥田民生
歌 森山愛子

## 第1クールで終了したアニメ
ドフス アンド フレンズ
フランスのAnkama Groupが制作し、DLE Inc.がプロデュースする、台詞なしのフラッシュ・アニメ。
原案はフランス発の大ヒットMMORPG「Dofus」に登場するキャラクターを元にしている。
ヨーロッパで700万人が登録している「Dofus」は「ドフス ――12の世界」としてDLE Inc.が日本に展開予定。(2010年9月現在オープンβテスト中）
全部で5つのキャラクターが登場する予定で、特に人気の高いトフー（ひよこ）とシャシャ（子猫）のぬいぐるみはフランス国内で販売中。
現在7巻まで刊行されているコミック版「Dofus」は、フランス国内で「NARUTO」「ONE PIECE」に次いで第3位の売り上げを誇る。

## 第2クールで終了したアニメ
たたかえ!土管くん
- （蛙男商会）

『電脳戦士 土管くん』シリーズの3作目。メモリカードのタイトルを読み上げる事によってインストールして、次々と現れるロボットと戦うセミロングアニメ。
第2クールでは世界中のロボットと「ロボリンピック」で競い合ったが、最終話は2重の夢落ちといういい加減なものであった。
レオナルド博士とキリン村のなかまでしょ
- （べんぴねこ/FROGMAN）

トイザらスのCMから起用されたアニメ。村の悩みを熊のレオナルド博士に相談する。べんぴねこ製作だが、レオナルド博士はFROGMANがデザイン。なお、レオナルド博士はFROGMANが製作した秘密結社鷹の爪にも出演（元々は鷹の爪のキャラクターである為）。
『レオナルド博士とキリン村のなかまたち』の続編。
ちゃんちゃらおかP音頭
- （サンプラザ中野くん/春日森春木）

昔、『サンプラザ中野のオールナイトニッポン』で放送された『ちゃんちゃらおかP音頭』のリメイク。歌も本人が歌っており、オープニングに相当する。
第10話から「けっさくせん」として内容が第1話の内容に戻って、ループしていた。
全9番。
男（デブ）はつらいYo!
- （ホンゴウジュン）

8月16日より登場。
5人のデブ、デブパレードが、街中を食べ歩き、独特の用語で飾って結局食い荒らす。
彼らの言う『試合』とは、『大食い』であり、試合の最中がデブが1番輝く時だという。
そのため、女性をナンパするときも試合へ連れて行き、大食いする自分の姿を見せる（しかし、毎回うまく行かない）。
彼らは、痩せていると病気になると言い張っている。
体重100kg以下は「ガリ」と呼び、痩せるとモテなくなるという持論もある。
揺るぎのない強固なデブ至上主義論に基づいて5人は行動しているが、なぜか全員女性の趣味はデブ専ではない。
挿入歌は、デブパレードの「Body & Soul」。
第2クール最終話にマドンナが全員集合した。
ピン子の秘伝カリー
- ☆（くろやなぎてっぺい）

9月6日より『ファイテンション☆スクール』から復帰。
変なしりとりの歌を歌って展開する。歌詞は一見カレーの作り方について歌っているようだが実は大して関係がない。
9月6日のオープニングを飾った。
9月13日から2番目のコーナーになった。
9月20日にファイソンに組み込まれた。
第3クール初期と、第4クールのファイソンを放送していた。
あやまるアニマル
- ☆（春日森春木）

欠陥のある動物ばかりを集めた動物園を歌った歌。声優の小林ゆうが歌っている。
第2クールからはメガネコと入れ替わりで放送していた。
10月11日、第3クールにファイソンで1回だけ歌った。1月24日、第4クールでもファイソンで1回だけ歌った。
メガネコ
- ☆（ホンゴウジュン）

眼鏡をかけた猫が登場するアニメ。歌は声優の片岡あづさ。
第11話から第1クールが終了するまで、オープニングの座を得ていた。第2クールからはあやまるアニマルと入れ替わりで放送していた。
第3クールでは1回も歌っておらず、第4クールでは1回だけ歌った。

## 第3クールで終了したアニメ
熱走! 亀1グランプリ（ねっそう！かめわんぐらんぷり）
- （タカラトミー）

第3クールのみ。最後のコーナーでもある。
「亀1」それは、万能亀型ロボット。
主人公の亀太郎が、相棒のゼニタロウとともに「亀1グランプリ」に挑む。
亀1グランプリのエンディングテーマ「めざせ！亀1マスター」が番組のエンディングを飾っている。
キリン村 ファイ☆ともクラブ
- （べんぴねこ/鈴木隆輔）

視聴者から送られてきたイラストを『レオナルド博士とキリン村のなかまたち』に登場させ、アニメ化するというもの。
VIVA!ブンベツ隊長
- ☆（ohlysbird）

オカマのブンベツ隊長と一緒に歌いながら踊っている。
ゴミの分別をテーマに声優の橘田いずみが歌っている。
第4クールでも1度歌った。
未来ヒコーキ
- ☆（田辺富士夫）

癒し系の曲で、吉田仁美が歌っている。
未来の自分からのメッセージをテーマにしている。

## 主題歌
- エンディングテーマ「はなけろサンバII」（第1クール、第2クール、第4クール前期）
  - 作詞：mick box、作曲：いたがきゆうすけ、振付：エノけろ
  - 唄：はなけろ（多田このみ）、ケロン姫（藤田恵美子）、ちびゾゥ（熊田幸）
  - 踊り：ファイテンション☆キッズ
  - 踊り：一般人（第3クール初期）
- エンディングテーマ「めざせ!亀1マスター」（第3クールのみ）
  - 歌：manzo
- エンディングテーマ「今すぐKiss Me」（第4クール後期）
  - 作詞：朝野深雪、作曲：平川達也、編曲：MOTO G3（GaGaalinG）
  - 歌：merry merry Boo

## 放送局
| 放送局         | 放送期間                     | 放送日時                 | 備考       |
| -------------- | ---------------------------- | ------------------------ | ---------- |
| テレビ東京     | 2008年4月5日 - 2009年3月28日 | 土曜 7時00分 - 7時30分   | 同時ネット |
| テレビ大阪     | 2008年4月5日 - 2009年3月28日 | 土曜 7時00分 - 7時30分   | 同時ネット |
| テレビ愛知     | 2008年4月5日 - 2009年3月28日 | 土曜 7時00分 - 7時30分   | 同時ネット |
| テレビ北海道   | 2008年4月5日 - 2009年3月28日 | 土曜 7時00分 - 7時30分   | 同時ネット |
| テレビせとうち | 2008年4月5日 - 2009年3月28日 | 土曜 7時00分 - 7時30分   | 同時ネット |
| TVQ九州放送    | 2008年4月8日 - 2009年3月31日 | 火曜 7時30分 - 8時00分   | 3日遅れ    |
| BSジャパン     | 2008年4月12日 - 2009年4月4日 | 土曜 18時30分 - 19時00分 | 1週遅れ    |

| テレビ東京 土曜7:00枠     | テレビ東京 土曜7:00枠                        | テレビ東京 土曜7:00枠                                                                                         |
| 前番組                    | 番組名                                       | 次番組 |
| ------------------------- | -------------------------------------------- | --- |
| ファイテンション☆スクール | ファイテンション☆テレビ （ここまでアニメ枠） | サタデーテレショップ ※6:30 - 7:24 オススメ（番宣） 「チャンピオンズ」オススメ他 ※7:24 - 7:30 （アニメ枠廃止） |